# Bordertown (Australie)
Pour les articles homonymes, voir Bordertown.
Bordertown (2 581 habitants) est un village au sud-est de l'Australie-Méridionale près de la frontière avec le Victoria.